# Вилађо дељи Арачи (Маса-Карара)
Вилађо дељи Арачи је насеље у Италији у округу Маса-Карара, региону Тоскана.
Према процени из 2011. у насељу је живело 7 становника. Насеље се налази на надморској висини од 1195 м.